# Tripneustes depressus
Tripneustes depressus, nhím biển trắng  hoặc trứng biển, là một loài nhím biển trong họ Toxopneustidae. Loài này được tìm thấy trên đáy biển ở vùng nhiệt đới phía đông Thái Bình Dương bao gồm Mexico, Panama, Ecuador và quần đảo Galápagos.

## Mô tả
T. depressus là loài nhím biển lớn nhất ở quần đảo Galápagos với đường kính trung bình là 11,5 cm (4,5 in). Tốc độ tăng trưởng trung bình 0,5 mm (0,02 in) mỗi tháng. Có rất ít sự khác biệt về hình thái học giữa T. depressus, Tripneustes gratilla và Tripneustes ventricosus; chúng bị nghi ngờ là cùng một loài và phân tích di truyền tăng cường lập luận này. T. ventricosus được tìm thấy ở Caribê và có thể đã được tách khỏi T. depressus bằng cách đóng cầu đất giữa Bắc và Nam Mỹ. T. gratilla có phạm vi rộng ở vùng nhiệt đới Ấn-Thái Bình Dương, từ Đông Phi đến Hawaii. 

## Phân bố
T. depressus được tìm thấy ở vùng nhiệt đới phía đông Thái Bình Dương, xảy ra ở Mexico, trên bờ biển phía tây Trung Mỹ, ở Panama, Ecuador và xung quanh quần đảo Galápagos. Loài này được tìm thấy giữa các bên và một cách tinh tế. Có một sự thay đổi lớn trong sự phong phú của nó xung quanh Galápagos, và tổng thể nó có vẻ là mười lần phổ biến vào năm 2012 vì nó đã được bốn thập kỷ trước đó.

## Sinh thái
Chế độ ăn của T. depressus bao gồm phần lớn tảo và cũng có thể là những mảnh cỏ biển. Tảo sợi màu đỏ là thành phần dinh dưỡng chính nhưng phần sponge và không xương sống khác đã được tìm thấy trong các thành phần dạ dày của nó.